# شدلیشچه (گمینا شدلیشچه)
شدلیشچه (به لهستانی:  Siedliszcze) یک روستا در لهستان است که در گمینا شدلیشچه واقع شده‌است. شدلیشچه ۸۱۳ نفر جمعیت دارد.